# 谷源松
谷源松（1911年—1986年），山东威海人，中华人民共和国政治人物。
“特等功臣”，担任“南海英雄船”南海163轮船长。1954年，当选第一届全国人民代表大会代表。